# Baba Yaga (film)
Pour les articles homonymes, voir Baba Yaga (homonymie).
Pour plus de détails, voir Fiche technique et Distribution.
Baba Yaga est un giallo érotique franco-italien réalisé par Corrado Farina, sorti en 1973. Le film est vaguement inspiré du personnage de bande dessinée Valentina du dessinateur italien Guido Crepax.
Après la rencontre de Baba Yaga, Valentina, une photographe vivant au milieu d'artistes, se met à avoir d'étranges visions érotiques.

## Synopsis
Alors qu'elle rentre de nuit d'une soirée, la jeune photographe Valentina Rosselli est presque renversée par une Rolls-Royce. La conductrice se présente à la passante choquée comme la mystérieuse « Baba Yaga » et insiste pour reconduire la piétonne chez elle. En chemin, Baba explique à sa compagne que leur rencontre n'est pas du tout fortuite, mais prédestinée. De plus, elle exige de Valentina un objet personnel qu'elle pourra lui rendre immédiatement. La nuit même, la photographe est assaillie de cauchemars surréalistes, auxquels elle n'accorde tout d'abord aucune importance.
En réalité, Baba est un être démoniaque, semblable à une sorcière, avec des tendances fétichistes. La présumée lesbienne tente de troubler et de séduire Valentina avec ses pouvoirs surnaturels, ce qu'elle réussit à faire.
Peu de temps après cette première rencontre involontaire, Baba, apparemment riche, rend visite à sa nouvelle connaissance dans son appartement. Là, un appareil photographique de moyen format éveille son intérêt et la fascine pendant quelques secondes. Dès lors, le Rolleiflex développe une vie propre inquiétante et provoque des accidents lourds de conséquences. De plus, les rêveries érotiques de Valentina s'accentuent, les frontières entre réalité et fiction s'estompent. Parallèlement, Valentina s'abandonne à l'adorable réalisateur Arno, bien qu'elle soit également attirée par la mystérieuse Baba Yaga.
Lors de la brève visite de Valentina dans la villa à moitié en ruine de Baba Yaga, l'hôtesse lui offre une poupée nommée Anette habillée de vêtements sado-maso frivoles. L'étrange poupée prend forme humaine lors d'une séance photo et tue un mannequin ami. Incrédule, Valentina, qui ne peut désormais plus séparer les visions des expériences vécues, se confie à son ami Arno. Manipulée par Baba Yaga, elle rend à nouveau visite à cette dernière à son domicile. Là, la maîtresse de maison se révèle à la photographe comme un être d'un autre monde. Pendant ce temps, Arno découvre l'adresse et s'introduit dans la maison. Là, dans un jeu d'illusion et de réalité, il parvient à arrêter et à détruire la poupée meurtrière Anette. À la fin du film, la sorcière est bannie et Valentina et Arno apprennent de la police arrivée sur place que la villa est vide depuis des années.

## Fiche technique
- Titre original : Baba Yaga
- Réalisation : Corrado Farina
- Scénario : Corrado Farina, d'après la bande dessinée Valentina et Baba Yaga, de Guido Crepax
- Photographie : Aiace Parolin (it)
- Montage : Giulio Berruti
- Musique : Piero Umiliani
- Décors et costumes : Giulia Mafai (it)
- Production : Simone Allouche
- Sociétés de production : 14 Luglio Cinematografica, Les Productions Simone Allouche
- Pays d'origine :  Italie,  France
- Format : Couleurs - 1,85:1 - Son mono - 35 mm
- Genre : Giallo érotique
- Durée : 91 minutes
- Date de sortie : 
  - Italie : 20 septembre 1973

## Distribution
- Carroll Baker : Baba Yaga
- George Eastman : Arno Treves
- Isabelle de Funès : Valentina Rosselli
- Ely Galleani : Annette
- Daniela Balzaretti : Romina
- Mario Mattia Giorgetti : Carlo
- Sergio Masieri : Sandro
- Angela Covello : Toni
- Cesarina Amendola : Voisine de Baba Yaga
- Mario Paolo Giordani
- Carla Mancini
- Giorgio Pellizzone
- Lorenzo Piani
- Natalie E. Spleptzow
- Rodolfo Zola

## Production
Baba Yaga est une adaptation de la série de bandes dessinées Valentina de Guido Crepax. Crepax avait déjà travaillé au cinéma avec Tinto Brass, qui lui avait commandé les story-boards de son film à suspense En cinquième vitesse. Brass avait un temps envisagé d'adapter au cinéma l'histoire La forza di gravità des bandes dessinées Valentina, mais avait abandonné l'idée lorsqu'il avait estimé qu'il serait impossible de transposer les sensibilités visuelles de Crepax au cinéma. Le réalisateur Corrado Farina avait admiré le travail de Crepax, allant jusqu'à réaliser un court métrage documentaire, Freud a fumetti (1970), qui explorait ses bandes dessinées sous un angle psychanalytique. Farina a noté qu'il avait été déçu par d'autres films inspirés par des bandes dessinées, car « aucun des cinéastes qui s'étaient lancés dans cette tâche n'avait été capable d'approfondir la relation entre le langage de la bande dessinée et celui du cinéma ». Farina a décidé d'explorer les éléments fantastiques des bandes dessinées de Crepax par opposition à leurs connotations plus érotiques.
Pendant la préproduction, Farina signe un accord avec le producteur Turi Vasile, qui le conseille à Franco Committeri, qui remplacera plus tard Vasile en tant que bailleur de fonds du film. Farina apporte des changements au scénario en supprimant le personnage de Philip Rembrandt et en transformant un petit personnage de la bande dessinée, celui du réalisateur Arno Treves, en un rôle presque aussi important que celui de Valentina. Après avoir terminé le scénario, Committeri quitte le projet après la sortie de Viol en première page (1972), de Marco Bellocchio. Farina a dû trouver un nouveau producteur et a finalement signé avec une société appelée 14 luglio Cinematografica. Une société de production cinématographique française est également créditée, mais cela a été fait principalement pour des raisons fiscales. Les connexions françaises ont finalement conduit à choisir Isabelle de Funès pour le rôle de Valentina. Farina n'était pas satisfait d'elle dans le rôle, car son premier choix avait été Elsa Martinelli. Il dut finalement choisir entre De Funès et Stefania Casini. Le réalisateur voulait initialement la chanteuse italienne populaire Ornella Vanoni pour le rôle de Baba Yaga. Il choisit finalement Anne Heywood qui quitta le projet alors que le tournage commençait. Cela amena Farina à engager Carroll Baker à la hâte. Luigi Montefiori dit « George Eastman », jusque là surtout connu pour ses westerns, fut engagé pour le rôle d'Arno. Farina ne connaissait pas l'acteur à l'époque mais trouva qu'« il s'avérait convenir pour le rôle. Il avait le physique qu'il fallait ».
Après avoir terminé le tournage et la postproduction du film, Farina part en vacances. À son retour, il découvre que les producteurs ont supprimé près d'une demi-heure de son film, le trouvant trop lent. Les coupes effectuées sur ce film ont été faites sur le négatif du film, faisant perdre à Farina son montage original de Baba Yaga. Avec l'aide de l'assistant réalisateur Giulio Berruti, ils tentent de remonter Baba Yaga, mais la version originale ayant été perdue, ils ne peuvent la compléter selon leur idée première.

## Exploitation
Avant la sortie de Baba Yaga en Italie, la Commission de censure italienne a ordonné deux coupes : la première étant un long plan de la nudité frontale de De Funès et le moment où Baker se déshabille devant Valentina. Baba Yaga est sorti en Italie en 1973. L'historien et critique de cinéma Roberto Curti a déclaré que le film avait enregistré peu d'entrées en raison d'une mauvaise distribution en Italie,.
Le film a été présenté au Festival internazionale del film di fantascienza di Trieste (it) en 1973.

### Accueil critique
Curti a noté que la plupart des critiques ont rejeté le film. En France, Emmanuel Denis sur devildead.com estime que présenter le film comme un giallo est une grossière erreur, même si l'univers glamour, la musique psychédélique et certains détails scénaristiques peuvent faire penser à une œuvre de Dario Argento. Finalement, la critique de Devil Dead est mitigée : « Malgré de réelles qualités formelles, Baba Yaga souffre de paraître un peu inabouti. Ainsi, le dénouement est particulièrement frustrant, un peu dans tous les sens du terme. La romance saphique entre Valentina et Baba Yaga ne se conclura que par quelques coups de fouet un peu ramollos. Malgré une durée assez ramassée, le film paraît se traîner par moments, frôlant parfois une prétention irritante, notamment dans certaines scènes oniriques au symbolisme pesant. En fin de compte, Baba Yaga, malgré un vrai potentiel, laisse un peu le spectateur sur sa faim. Il n'en reste pas moins un film intéressant, que sauront apprécier les amateurs d'érotisme fantastique et élégant. Virgile Dumez sur cinedweller.com estime aussi que « on a souvent le sentiment d’une œuvre protéiforme qui serait comme un patchwork de tout ce que son auteur aimerait voir à l’écran. Cela finit par sérieusement nuire à l’intégrité de l’œuvre qui se refuse à trouver son style propre en cherchant à tous les adopter ».
Dans une critique contemporaine, Geoff Brown de la revue britannique Monthly Film Bulletin a examiné une version doublée de 81 minutes du film. Brown a noté qu'en raison de la coupure de 20 minutes du film et du doublage en anglais, le film a perdu certains des arguments sociopolitiques de Farina. La critique de Brown note que le film est un « conte d'horreur et de sexe à la mise en scène aérée dans la tradition de Bava », qu'il peut « tenir la route avec aisance » et que le film « semble noyé dans un style superficiel de chic ésotérique. La colonne vertébrale d'épouvante grand public du film lui permet tout juste de s'en sortir ».
Dans les critiques rétrospectives, Danny Shipka, qui a parlé de ce film dans son livre sur les films d'exploitation européens, a noté que le film n'est « jamais inintéressant et que le style bande dessinée dans lequel de nombreuses scènes, en particulier les scènes de sexe, sont filmées est bien géré », mais qu'il ne s'agit pas d'un « mélange tout à fait réussi du génie italien de la bande dessinée de Guido Crepax et de l'exploitation européenne », concluant qu'il « semble manquer l'étincelle qui a rendu les bandes dessinées si mémorables ». Kim Newman, critique britannique de cinéma et auteur de films d'horreur, a qualifié le film de « terriblement ennuyeux », tandis que la revue américaine TV Guide l'a qualifié d'« exemple exceptionnellement beau de cinéma d'exploitation pop italien des années 1970 ».